# حسن شیخ محمود

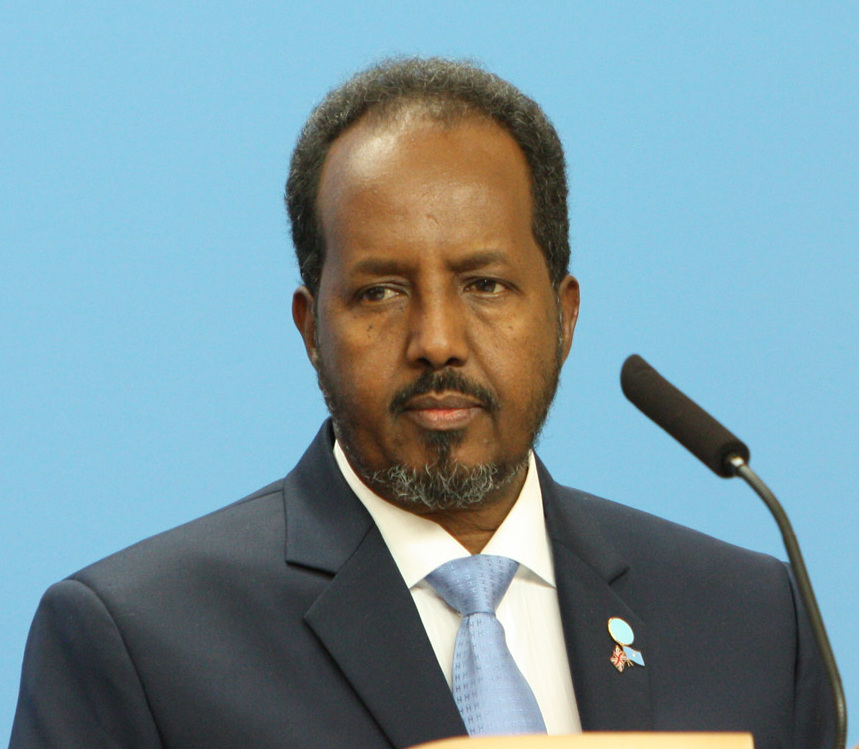
حسن شیخ محمود

حسن شیخ محمود (به عربی: حسن شیخ محمود) (زاده ۲۹ نوامبر ۱۹۵۵) یک سیاستمدار سومالیایی است که از مه ۲۰۲۲ به عنوان رئیس‌جمهور سومالی فعالیت می کند. او موسس و رئیس فعلی حزب اتحاد برای صلح و توسعه است. حسن شیخ محمود در ۱۵مه ۲۰۲۲ با شکست محمد عبدالله محمد رئیس جمهور فعلی سومالی به عنوان رئیس جمهور سومالی انتخاب شد. حسن یک فعال مدنی و سیاسی است،  وی پیش‌از این استاد و رئیس دانشگاه بود.
در ۱۸ مارس ۲۰۲۵ الشباب تلاش کرد تا حسن را در موگادیشو با بمب‌های کنار جاده‌ای در نزدیکی ویلا سومالی ترور کند، در حالی که همراهان وی به سمت فرودگاه بین‌المللی عدن اد در حال حرکت بودند.